# Masa Kitamiya
Mitsuhiro Kitamiya (北宮 光洋, Kitamiya Mitsuhiro) (né le 27 octobre 1988 à Tonami, Toyama) est un catcheur (lutteur professionnel) japonais, qui est principalement connu pour son travail à la Pro Wrestling Noah sous le nom de Masa Kitamiya (マサ北宮 Masa Kitamiya?).

## Carrière de catcheur

### Pro Wrestling Noah (2012-...)
Le 10 janvier 2015, Kitamiya a commencé une série de cinq matchs, avec le cinquième match étant contre l'ancien GHC Heavyweight Champion Takeshi Morishima qu'il perd et après le match, il surprend plusieurs personnes en rejoignant le groupe Choukibou-gun.
Le 16 juillet, lui et Katsuhiko Nakajima perdent contre Naomichi Marufuji et Toru Yano et ne remportent pas les GHC Tag Team Championship,. Lors du show King Of Pro-Wrestling 2016 de la New Japan Pro Wrestling, lui, Gō Shiozaki, Katsuhiko Nakajima et Maybach Taniguchi battent Hiroyoshi Tenzan, Manabu Nakanishi, Satoshi Kojima et Yūji Nagata.
Du 3 au 23 novembre, il participe au Global League 2016 en battant Takashi Sugiura, Davey Boy Smith, Jr., Kaito Kiyomiya, et Alejandro Saez, mais perd contre Gō Shiozaki et Muhammad Yone. Malgré cela, il est resté au sommet de son bloc et il a battu Naomichi Marufuji pour avancer à la finale, terminant le tournoi avec cinq victoires et deux défaites,. il perd ensuite contre Minoru Suzuki à cause d'une intervention de Suzuki-gun et ne remporte donc pas le tournoi. Le 24 décembre, il perd contre Katsuhiko Nakajima et ne remporte pas le GHC Heavyweight Championship. Le 21 janvier 2017, lui et Kenoh battent Gō Shiozaki et Maybach Taniguchi et remportent les GHC Tag Team Championship,.

#### KONGOH (2019-2021)
Le 4 mai, lui et Kenoh perdent contre Kaito Kiyomiya et Maybach Taniguchi ce qui met fin à leur courte rivalité, puis après le match, lui et Kenoh sont rejoints par Yoshiki Inamura et Atsushi Kotoge avec qui ils forment le clan "KONGOH" (traduit par" Diamonds ") pour protester contre le propriétaire de la NOAH, LIDET Entertainment.
Lors de Great Voyage in Yokohama, lui et Katsuhiko Nakajima battent Sugiura-gun (Kazushi Sakuraba et Takashi Sugiura) pour gagner les GHC Tag Team Championship pour la troisième fois,. Le 31 mai, après une défense réussite des GHC Tag Team Championship, il se retourne contre Katsuhiko Nakajima, quittant KONGOH en raison de sa haine envers ce dernier,. Lors de Cage War 2021, il bat Katsuhiko Nakajima dans un Hair Vs. Hair Steel Cage Match, forçant Nakajima à se raser les cheveux conformément à la stipulation et Nakajima demande à Kenoh de pleinement lui raser la tête,.

#### Retour en solo (2021-...)
Le 22 juillet, lui et Kaito Kiyomiya battent KONGOH (Katsuhiko Nakajima et Manabu Soya) et remportent les vacants GHC Tag Team Championship,. Lors de Demolition Stage 2021 In Yokohama, ils perdent leur titres contre M's Alliance (Keiji Mutō et Naomichi Marufuji).
Lors de Wrestle Kingdom 16 - Tag 3, lui et Gō Shiozaki battent House Of Torture (Dick Togo et Evil).
Le 21 mai, lui et Michael Elgin battent Sugiura-gun (El Hijo de Dr. Wagner Jr. et René Duprée) et remportent les GHC Tag Team Championship.
Lors de Great Voyage In Osaka, lui et Daiki Inaba battent Takashi Sugiura et Satoshi Kojima et remportent les GHC Tag Team Championship. Lors de Voyage 2023 In Yokohama, ils conservent leur titres contre KONGOH (Kenoh et Manabu Soya).
Le 22 Mars 2025, il perd contre Ozawa et ne remporte pas le GHC Heavyweight Championship.

## Palmarès
- Pro Wrestling NOAH
  - 7 fois GHC Tag Team Championship avec Kenoh (1), Katsuhiko Nakajima (3), Kaito Kiyomiya (1), Michael Elgin (1) et Daiki Inaba (1)
  - NTV G+ Cup Junior Heavyweight Tag League Fighting Spirit Prize (2014) avec Hitoshi Kumano

## Récompenses des magazines
- Pro Wrestling Illustrated

| Année | 2017 | 2018 | 2019 | 2020       | 2021 | 2022 à 2023 | 2024 |
| ----- | ---- | ---- | ---- | ---------- | ---- | ----------- | ---- |
| Rang  | 255  | 243  | 292  | Non classé | 322  | Non classé  | 370  |